# Juan José RyP
Juan José Rodríguez Prieto, más conocido como Juan Jose Ryp, es un dibujante de historietas español nacido en el año 1971 en Algeciras. Reconocido por sus trabajos para las editoriales estadounidenses Avatar Press y Marvel Cómics, se caracteriza por su dibujo de estilo recargado.

## Biografía

### Infancia y juventud
Juan José Rodríguez leyó multitud de cómics en su infancia, dejándose influenciar por autores como Manara, Saudelli, Schuiten y sobre todo Moebius.
En 1985 comenzó a relacionarse con los autores y faneditores de su ciudad natal (Antonio Garrido García, Sebastián González Amaya, Diego J. Guerrero Cruces, Pepe Marín, Jesús Mescua o Eugenio Santos Pires). Participó así en la fundación del Club de Amigos del Cómic y la Ilustración, en exposiciones colectivas y en fanzines como "Humor sátiro" y "Cristal"/"Kristal" (1987), "Caballete" (1988), "Data" y "La Historieta" (1992). Al mismo tiempo, participó en varios concursos de cómics convocados por las revistas "Tótem el Comix" y "Zona 84" de Toutain Editor, quedando finalista en un par de ocasiones.

### Inicios profesionales (1999-2002)
A finales de los 90 y a través de su amigo Jesús Barony, fue contratado por MegaMultimedia para realizar historietas eróticas de tema lésbico (Lesbiación, Ignominía) en su revista "Wet Comix". También produciría las series Bribones y Nancy in Hell para las revistas "Barbarian" y "Trece", centradas en la fantasía heroica y el terror respectivamente. Por entonces, era un lector asiduo de Geoff Darrow, cuyo estilo marcaría su trabajo.
Tras el cierre de Megamultimedia y con una familia que mantener, tuvo que dedicarse a trabajar de albañil. Afortunadamente y gracias a la labor de El Torres, que actuaba como su agente, publicó en 2002 la serie "El diario de Karol" con guion de Art Brooks en El Víbora y participó en Alan Moore's Magic Words, una coedición entre la empresa del primero (Sulaco Ediciones) y la estadounidense Avatar Press.

### El mercado internacional (2003-presente)
Tras el cierre de Sulaco en octubre de ese mismo año, trabajó directamente para Avatar Press, adaptando al cómic los guiones originales de Frank Miller para Robocop y de Alan Moore en Another Suburban Romance. A partir de 2006, empezó a colaborar con el guionista Warren Ellis en miniseries originales como Wolfskin, Black Summer y No Hero.
En 2010, fue contratado por Marvel Comics para las series Caballero Luna, The Punisher y Wolverine.

## Obra
| Años      | Título                             | Guionista                                                 | Tipo                                     | Publicación                                                       |
| --------- | ---------------------------------- | --------------------------------------------------------- | ---------------------------------------- | ----------------------------------------------------------------- |
| 1999      | Lesbiación                         |                                                           |                                          | MegaMultimedia                                                    |
| 1999      | Ignominia                          |                                                           |                                          | MegaMultimedia                                                    |
| 1999      | Monique & Denise                   |                                                           |                                          | MegaMultimedia                                                    |
| 1999      | Bribones                           | El Torres                                                 | Serie con color de Miguel Ángel Castillo | MegaMultimedia                                                    |
| 2000-2010 | Nancy in Hell                      | El Torres                                                 |                                          | MegaMultimedia-Image Comics                                       |
| 2002      | Alan Moore's Magic Words           | Art Brooks                                                | Adaptaciones de canciones de Alan Moore  | Sulaco Ediciones/Avatar Press                                     |
| 2003      | Zaman's Hill                       | Alan Moore                                                |                                          | Alan Moore's Yuggoth Cultures and Other Growths #1 (Avatar Press) |
| 2003      | Another Suburban Romance           | Adaptado por Antony Johnston de su trabajo con Alan Moore |                                          | Avatar Press                                                      |
| 2003-2006 | Frank Miller's RoboCop             | Steven Grant                                              |                                          | Avatar Press                                                      |
| 2005      | Pesadilla en Elm Street: Paranoide | Brian Pulido                                              | Miniserie de 3 números publicada         | Avatar Press                                                      |
| 2006-2007 | Wolfskin                           | Warren Ellis                                              | Miniserie                                | Avatar Press                                                      |
| 2007-2008 | Black Summer                       | Warren Ellis                                              | Miniserie de 8 números                   | Avatar Press                                                      |
| 2007-2008 | No Hero                            | Warren Ellis                                              | Serie limitada de 8 números              | Avatar Press                                                      |
| 2010      | Caballero Luna                     |                                                           |                                          | Marvel Comics                                                     |
| 2010      | Punisher                           |                                                           |                                          | Marvel Comics                                                     |
| 2010      | Wolverine                          |                                                           |                                          | Marvel Comics                                                     |
| 2012      | Clone                              | David Schulner                                            | #1-20                                    | Image Comics                                                      |